# Emiliano Ricci
Emiliano Ricci (Firenze, 15 marzo 1964) è un giornalista, divulgatore scientifico e scrittore italiano.

## Biografia
Laureato in fisica con orientamento astrofisico presso l'Università di Firenze, dopo una borsa di studio biennale in giornalismo scientifico sempre presso la stessa Università, nel 1995 ha iniziato a lavorare in Regione Toscana, occupandosi fin dall'inizio del sito web ufficiale dell'ente. È dottore di ricerca (Ph.D.) in Telematica e Società dell'Informazione (titolo conseguito ancora presso l'Università di Firenze), con una ricerca sul cambiamento del giornalismo scientifico all'epoca dei nuovi media. Ha inoltre un master universitario di II livello in Policy Innovation and Sustainability Impact Assessment (PISIA), con una tesi sulla comunicazione pubblica durante la pandemia, conseguito presso l'Università di Padova.
Attualmente è funzionario per la comunicazione e l'informazione esperto della Regione Toscana, dove svolge il ruolo di responsabile della comunicazione web. È inoltre professore a contratto del corso di "Media digitali" (Corso di laurea in Scienze politiche), docente del corso di "Laboratorio di media digitali" (Corso di laurea magistrale in Strategie della comunicazione pubblica e politica) e cultore della materia in "Sociologia dei media" e "Sociologia dei processi culturali e comunicativi" presso il Dipartimento di Scienze Politiche e Sociali (DSPS) dell'Università di Firenze. Presso la stessa università, sempre come professore a contratto, ha anche tenuto i corsi di "Sociologia dei nuovi media" (Corso di laurea magistrale in Design Sistema Moda), "Sociologia della comunicazione" (Corso di laurea magistrale in Design) e di "Teoria e tecniche dei nuovi media" (Corso di laurea in Scienze politiche).
Come giornalista scientifico, ha collaborato con molte testate, sia locali che nazionali, come l'Astronomia, Le Stelle (del cui sito è stato webmaster dalla fondazione della rivista fino al 2006), Nuovo Orione, Coelum, Quark, Airone, l'Unità, Il Corriere di Firenze. Attualmente collabora con Le Scienze, BBC Scienze e Focus.
Ha ideato e condotto per oltre dieci anni (dal 1994 al 2004) una trasmissione radiofonica di divulgazione scientifica, Nova Scientia, presso Novaradio, una radio locale di Firenze.
Ha progettato, realizzato e gestito PalomarWeb, il primo portale italiano di commercio elettronico di telescopi amatoriali.
Ha collaborato alla realizzazione di enciclopedie e di opere a fascicoli dedicate all'astronomia per gli editori UTET, Fabbri e De Agostini. È coautore de La magia della scrittura (Sperling & Kupfer, 2005) e di Business writing (Sperling & Kupfer, 2006), entrambi curati da Alessandro Lucchini. È coautore del capitolo Il processo della scrittura e autore del contributo video Presentare dati numerici e report nella pubblicazione Business writing: tecniche di scrittura efficaci (Il Sole 24 Ore, 2009). È inoltre autore del capitolo “La scrittura efficace su web” e dei relativi contributi video nella pubblicazione “Laboratorio: web writing”, n. 20 del “Master 24 - Marketing e comunicazione digitale” (Il Sole 24 Ore, 2012) e del capitolo “Organizzare i contenuti del web” e dei relativi contributi video nella pubblicazione “Laboratorio: web editing”, n. 24 del “Master 24 - Marketing e comunicazione digitale” (Il Sole 24 Ore, 2012).
Ha all'attivo diverse pubblicazioni divulgative sia di fisica che di astronomia (libri, cd-rom, DVD).

## Libri
- Telescope No Problem, Gruppo B Editore, 2000;
- Glossario di astronomia, Gruppo B Editore, 2002;
- Professione astronomo, SciBooks, 2005;
- Il cielo imperfetto, Gremese, 2007;
- Fisica, Giunti, 2007;
- La fisica in casa, Giunti, 2008;
- Osservare il cielo, Giunti, 2009;
- Atlante di fisica, Giunti, 2010;
- Sex and the Physics, Rizzoli, 2011 (con Monica Marelli);
- I viaggi dell'Orsa Maggiore, Scienza Express, 2011;
- La fisica in casa, Giunti, 2013 (2ª ed.);
- La fisica fuori casa, Giunti, 2013;
- La fisica di 007, Scienza Express, 2013 (con Monica Marelli);
- Le parole della comunicazione, Pacini, 2018 (a cura di Carlo Sorrentino, con Laura Solito e Carlo Sorrentino);
- La fisica in casa, Giunti, 2020 (3ª ed., aggiornata);
- Atlante di fisica, Giunti, 2021 (2ª ed., aggiornata);
- Guida turistica dell'universo, Giunti, 2021;
- La meraviglia del cielo, Ediciclo, 2022;
- Astronomia Pop, Odoya, 2023;
- La fisica in casa, Giunti, 2024 (edizione tascabile);
- La scoperta dello spazio, Ediciclo, 2025.

## Traduzioni
- Patrick Moore, Un anno intero sotto il cielo, Springer, 2007 (dall'inglese, con Ester Giannuzzo);
- Gerry A. Good, L'osservazione delle stelle variabili, Springer, 2008 (dall'inglese, con Ester Giannuzzo);
- James Trefil, Atlante dello spazio, National Geographic, 2018 (dall'inglese).

## Altre attività
È socio fondatore ed ex presidente della Società Astronomica Fiorentina (SAF), associazione culturale dedita alla diffusione e alla divulgazione dell'astronomia. È stato primo responsabile del Coordinamento delle Associazioni Astrofile della Toscana (CAAT) e membro del Consiglio Direttivo dell'Unione Astrofili Italiani (UAI). È inoltre membro della Società Astronomica Italiana (SAIt).
È socio fondatore dell'Associazione culturale Caffè-Scienza.
È membro dell'Unione Giornalisti Italiani Scientifici (UGIS) e di Science Writers in Italy (SWIM).

## Riconoscimenti
L'Unione Astronomica Internazionale ha nominato in suo onore l'asteroide 35465 Emilianoricci, scoperto da Ulisse Munari e Maura Tombelli il 27 febbraio 1998.

## Alcune recensioni e interviste
- Recensione[collegamento interrotto] de "La fisica in casa" (Treccani.it)
- Recensione de "La fisica in casa" (Query)
- Recensione di "Sex and the Physics" (l'Unione Sarda)
- Recensione di "Sex and the Physics" (Marie Claire)
- Recensione de "I viaggi dell'Orsa Maggiore" (DropSea)
- Recensione del "Glossario di Astronomia" (AstroLab)
- Recensione di "Telescope No Problem" (Osservatorio Astronomico Galileo Galilei)
- Recensione di "Professione Astronomo" (Torino Scienza)
- Recensione di "Professione Astronomo" (La Stampa)
- Recensione de "La fisica fuori casa" (Videoscienza)
- Intervista video su "Sex and the Physics" (Il Serpente di Galeno)
- Intervista video su "I viaggi dell'Orsa Maggiore" (Media INAF)
- Intervista video su "La fisica in casa" e "La fisica fuori casa" (Rai 1 - Uno Mattina Caffè)
- Intervista audio Archiviato il 4 marzo 2016 in Internet Archive. su "La fisica di 007" (Radio24 - Moebius)
- Intervista audio su "La fisica in casa" (Rai - Radio 2 - Miracolo Italiano)
- Presentazione Archiviato il 12 maggio 2017 in Internet Archive. e intervista su "La fisica di 007" (Rai Scuola - Nautilus)
- Recensione de "I viaggi dell'Orsa Maggiore" (Media INAF)
- Recensione de "La meraviglia del cielo" (Glicine - Associazione e rivista culturale)